# Rainlendar
Rainlendar — программа-календарь, выпущенная для Windows, Mac OS X и Linux. До второй версии распространялась по лицензии GNU GPL.
Rainlendar создаёт на рабочем столе полупрозрачный календарь, которым можно управлять напрямую или с помощью значка в панели задач. Напоминания разделены на две группы: события (англ. Events) и дела (англ. To Do). Каждое напоминание можно отнести к одной или нескольким категориям. Кроме этого имеется возможность установить «будильник» — звуковой файл, который будет проигрываться до начала события.
Программа поддерживает форматы iCal и Outlook, что позволяет импортировать и экспортировать созданные календари в другие программы, а также категоризацию событий и создание циклических напоминаний. Также поддерживаются 39 языков (среди которых русский), функция резервного копирования, установка нескольких календарей одновременно, поиск по календарям, печать календарей и скрипты на языке Lua.
Rainlendar поддерживает использование скинов, плагинов, а также может сам использоваться как плагин к оболочке LiteStep.

## Rainlendar Lite
Существует бесплатная lite-версия программы, которая обладает немного урезанным функционалом. В ней нельзя синхронизировать задачи с сервисами Google Календарь и Remember the Milk, а также программой Microsoft Outlook.